# Port de Rio Grande
Le port de Rio Grande est un port maritime brésilien, C'est l'un des principaux ports du Brésil et d'Amérique latine. Il est situé dans la ville de Rio Grande, dans l'État du Rio Grande do Sul. Le système d'accès terrestre au port est composé de BR-392, BR-471 et BR-116.

## Présentation
Il est situé sur la rive droite du chenal Nord, qui relie Lagoa dos Patos à l'océan Atlantique. La barre de port est maintenue ouverte grâce à deux piles construites à l'embouchure du chenal d'accès.
Il appartient à l'Union, mais son administration et son exploitation ont été accordées, en 1997, à l'État du Rio Grande do Sul, qui le fait par l'intermédiaire de la Surintendance des ports du Rio Grande do Sul (SUPRG), un organisme d'État lié à son Secrétariat. de la logistique et du transport, qui depuis 2017, en plus de ce port, gère l'ensemble du système hydroélectrique de gaucho.
En 2009, le port a traité environ 150 millions de tonnes, soit 3 % de toute la manutention nationale, faisant de ce port le troisième port principal du Brésil.
Les activités portuaires de la ville remontent à 1737, l'année de la fondation de la ville, mais la construction de Porto Velho do Rio Grande a commencé en 1869 et son inauguration a eu lieu le 11 octobre 1872. Le 2 juin En 1910, l'exécution de Porto Novo a commencé, qui est entré en service le 15 novembre 1915, avec la livraison au trafic des 500 premiers mètres de quai.
En 2003, les principaux produits exportés étaient: le soja, la farine de soja, les copeaux de bois, le maïs, le blé, le riz, l'huile de soja, le benzène, la cellulose, le bois de cerrado. Les principales importations étaient: blé, orge, urée, phosphates, engrais, chlorure de potassium, riz, sulfate d'ammonium, nitrate d'ammonium, coke de pétrole, coquillages, sel, pétrole brut, acide sulfurique, GPL, acide phosphorique et ammoniaque.
Sa zone d'influence comprend les États du Rio Grande do Sul et de Santa Catarina, l'Uruguay, le sud du Paraguay et le nord de l'Argentine. 

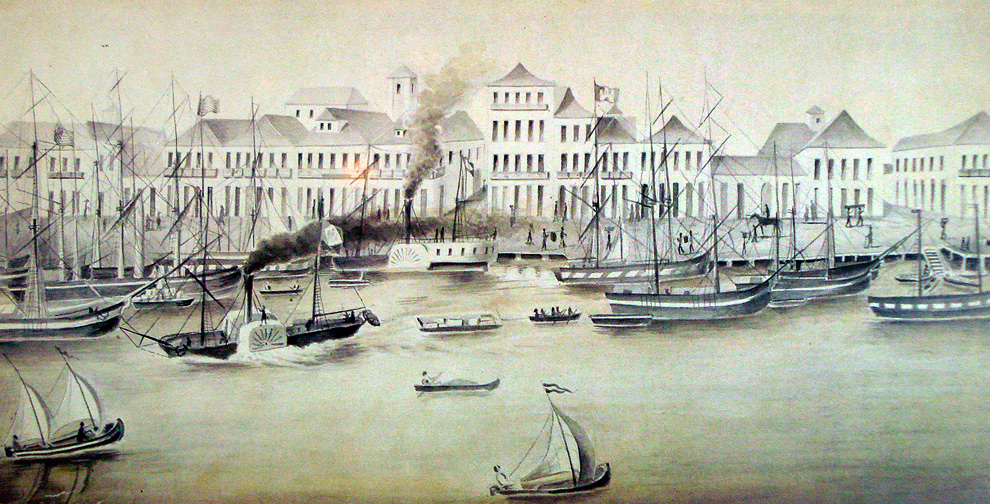
Herrmann Rudolf Wendroth: Le port de Rio Grande en 1851